# Hypno5e
Gli Hypno5e sono un gruppo musicale avant-garde metal francese formato nel 2004 a Montpellier.

## Storia del gruppo

### Primi anni (2004-2007)
La formazione iniziale nacque a seguito dell'incontro tra il chitarrista e cantante Emmanuel Jessua e il batterista Thibault Lamy, attivi attraverso precedenti gruppi in comune. Jessua buttò le prime basi dei primi brani del neonato gruppo a seguito della volontà di trascrivere in musica i momenti da lui trascorsi in Bolivia durante l'adolescenza. Il duo, accomunati anche dalla passione per il cinema, realizzò le prime composizioni aggiungendo alla loro musica svariati campionamenti tratti da film e libri prevalentemente legati al XX secolo.
Reclutati in formazione il chitarrista Jeremy Lautier e sei più tardi il bassista Cédric Pagés, nel 2005 gli Hypno5e registrarono il materiale e lo inclusero nell'EP Manuscrit côté MS408, uscito l'anno seguente. Nel gennaio 2007 fu la volta di Des deux l'une est l'autre, contenente una rivisitazione dei brani dell'EP e nuove composizioni. Per questi due dischi, il gruppo intraprese varie tournée tra il 2004 e il 2008, tenendo circa 100 concerti tra Francia, Germania e Svizzera.

### A Backward Glance on a Travel RoadeAcid Mist Tomorrow(2009-2013)

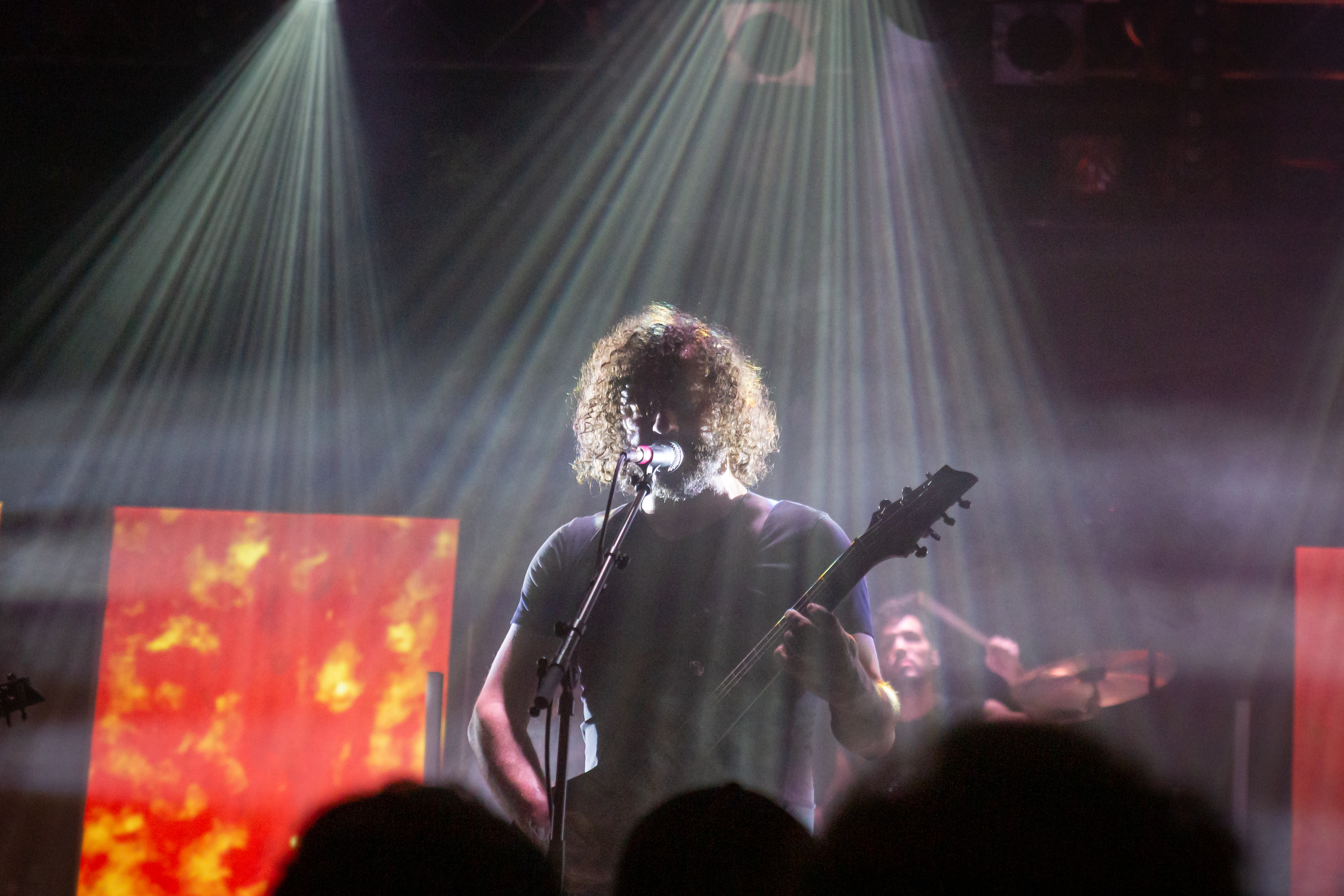
Emmanuel Jessua, frontman e compositore del gruppo

Nel corso del 2009 il gruppo incise e distribuì per il download gratuito un album acustico intitolato A Backward Glance on a Travel Road attraverso un sito apposito. Come raccontato da Jessua, tale pubblicazione sarebbe dovuta uscire a nome Hypno5e ma optarono per quello alternativo A Backward Glance on a Travel Road in quanto intorno a quel periodo avevano preparato anche materiale più consono allo stile del loro debutto, dovendo pertanto posticiparne l'uscita. Dopo averlo promosso attraverso un concerto in India, nell'estate 2011 fu distribuita una speciale edizione fisica limitata a 200 copie.
Intorno allo stesso periodo tennero la loro prima tournée negli Stati Uniti d'America, per un totale di 27 date tra febbraio e marzo, dopodiché nei primi due mesi del 2010 presero parte alla tournée statunitense The Metal as Art Tour insieme a Revocation e The Binary Code. L'anno dopo hanno invece tenuto le prime date in Australia e in seguito hanno aperto le date del tour europeo dei Cynic svoltesi tra il 3 e il 20 dicembre. A seguito di questi tour, Lautier decise di abbandonare gli Hypno5e e fu sostituito da Jonathan Maurois.
Il 12 dicembre 2011 resero disponibile per l'ascolto il brano Acid Mist Tomorrow come anticipazione al loro secondo album in studio, la cui uscita è stata fissata agli inizi del 2012. Pubblicato a febbraio, il disco, anch'esso intitolato Acid Mist Tomorrow, si compone di nove tracce caratterizzate da sonorità che incrociano sezioni aggressive vicine al death metal e con un cantato prevalentemente in screaming ad altre più calme e arricchite da molti campionamenti vocali e da elementi che passano alla musica d'ambiente e alla fusion. Al fine di promuoverlo, gli Hypno5e parteciparono al tour Zombies Ate My Neighbors Tour in congiunta con gli Arsonists Get All the Girls e gli Exotic Animal Petting Zoo, dopodiché lo presentarono in Europa durante un'estesa tournée in qualità di artisti d'apertura ai Gojira tra marzo e maggio 2013.
Dopo aver svolto ulteriori concerti tra Francia, Cina e Australia tra luglio e dicembre 2013, Lamy ha deciso di abbandonare gli Hypno5e, rimanendo tuttavia come collaboratore esterno per la realizzazione dei video e supervisore delle registrazioni degli album successivi. Al suo posto è subentrato Théo Begue.

### Shores of the Abstract Line(2014-2016)

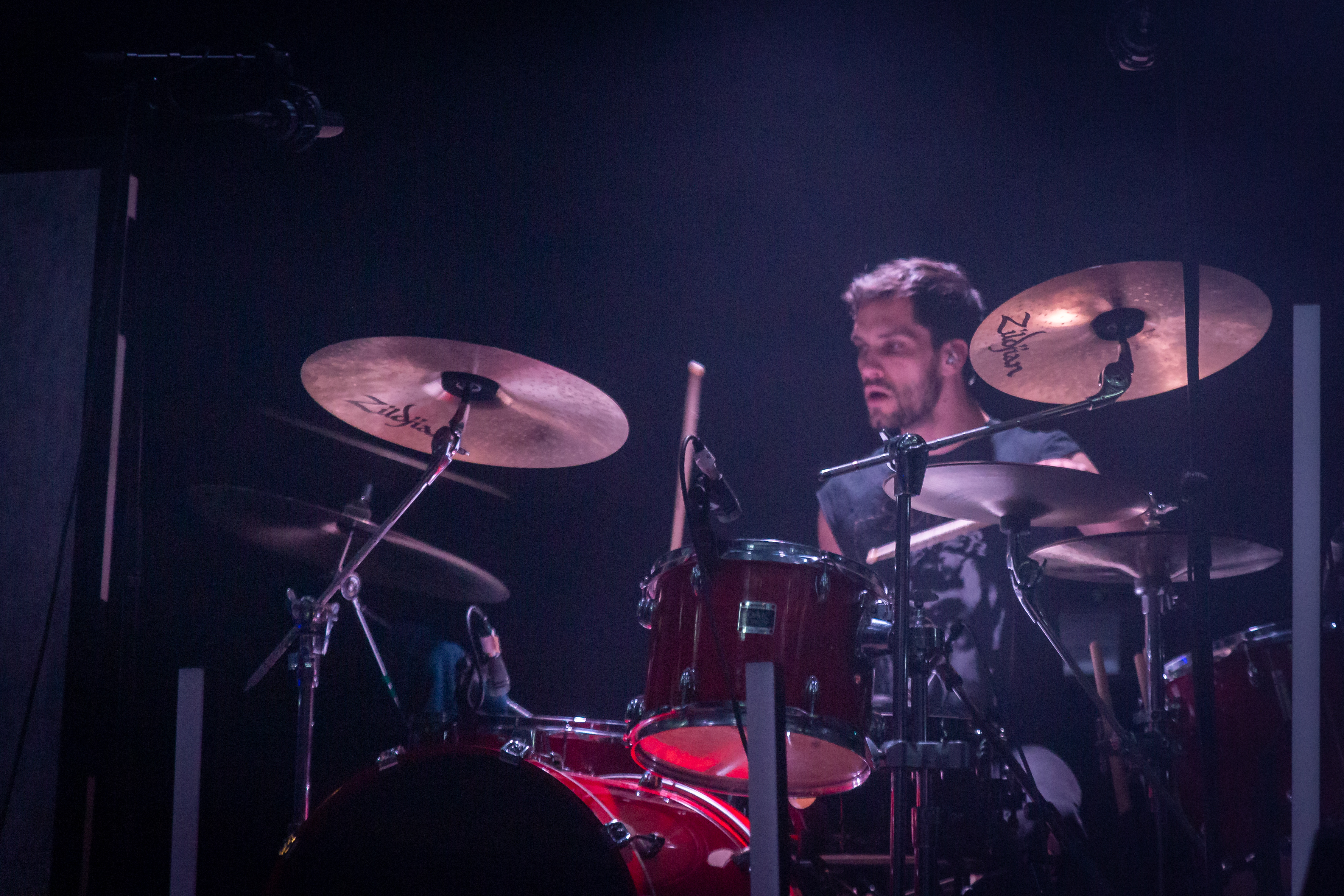
Théo Begue, batterista del gruppo tra il 2013 e il 2021

Durante il 2014 gli Hypno5e hanno iniziato il processo di lavorazione al terzo album, rivolgendosi ai fan per aiutarli a finanziare il progetto attraverso una campagna di crowdfunding. Raggiunto l'obiettivo in appena cinque giorni, la formazione si è in seguito eseguita dal vivo per tutto il 2014 e il 2015, presentando alcuni parte del nuovo materiale attraverso vari concerti tenuti prevalentemente in Francia, tra cui un'apparizione all'Hellfest.
Siglato un accordo con la Pelagic Records, il gruppo ha reso disponibile per l'ascolto due brani tratti dal terzo disco, ovvero East Shore - In Our Deaf Lands (18 dicembre 2015) e North Shore - The Abstract Line (19 gennaio 2016). Intitolato Shores of the Abstract Line, l'album è stato pubblicato il 19 febbraio 2016 e presenta alcuni cambiamenti dal punto di vista musicale, presentando sezioni di ispirazione progressive metal piuttosto che djent come nei due dischi precedenti, dando inoltre maggiore spazio ai momenti più tranquilli dominati da chitarre acustiche, sintetizzatori e voce melodica. Anche questo disco emergono numerosi campionamenti tratti da interviste e film, tra cui anche El alba, scritto e diretto da Jessua in un periodo di due mesi trascorsi in Bolivia. Dal punto di vista dei testi, il concept è incentrato su una persona che intraprende un viaggio post mortem che lo porta lungo cinque sponde immaginarie (est, ovest, centro, nord e sud) corrispondenti a tappe importanti della sua vita.
Anche questo disco il gruppo ha tenuto un'estesa tournée in Europa, svoltasi durante tutto il 2016.

### Alba - Les ombres errantes(2017-2018)
Verso la fine del 2017 il gruppo ha rivelato la pubblicazione di Alba - Les ombres errantes, una colonna sonora realizzata per il film omonimo diretto da Jessua e girato in Bolivia. Per l'occasione la formazione ha rispolverato il nome dell'alter ego A Backward Glance on a Travel Road, spiegando che le sonorità del disco sarebbero state esclusivamente di natura acustica.
Uscito il 6 aprile 2018 sotto la Pelagic Records, l'album è stato anticipato dai singoli Los heraldos negros e Who Wakes Up from This Dream Does Not Bear My Name, il primo dei quali accompagnato da un video musicale, ed è stato presentato dal vivo attraverso tre concerti acustici in altrettante città francesi.

### A Distant (Dark) Source(2019-2022)

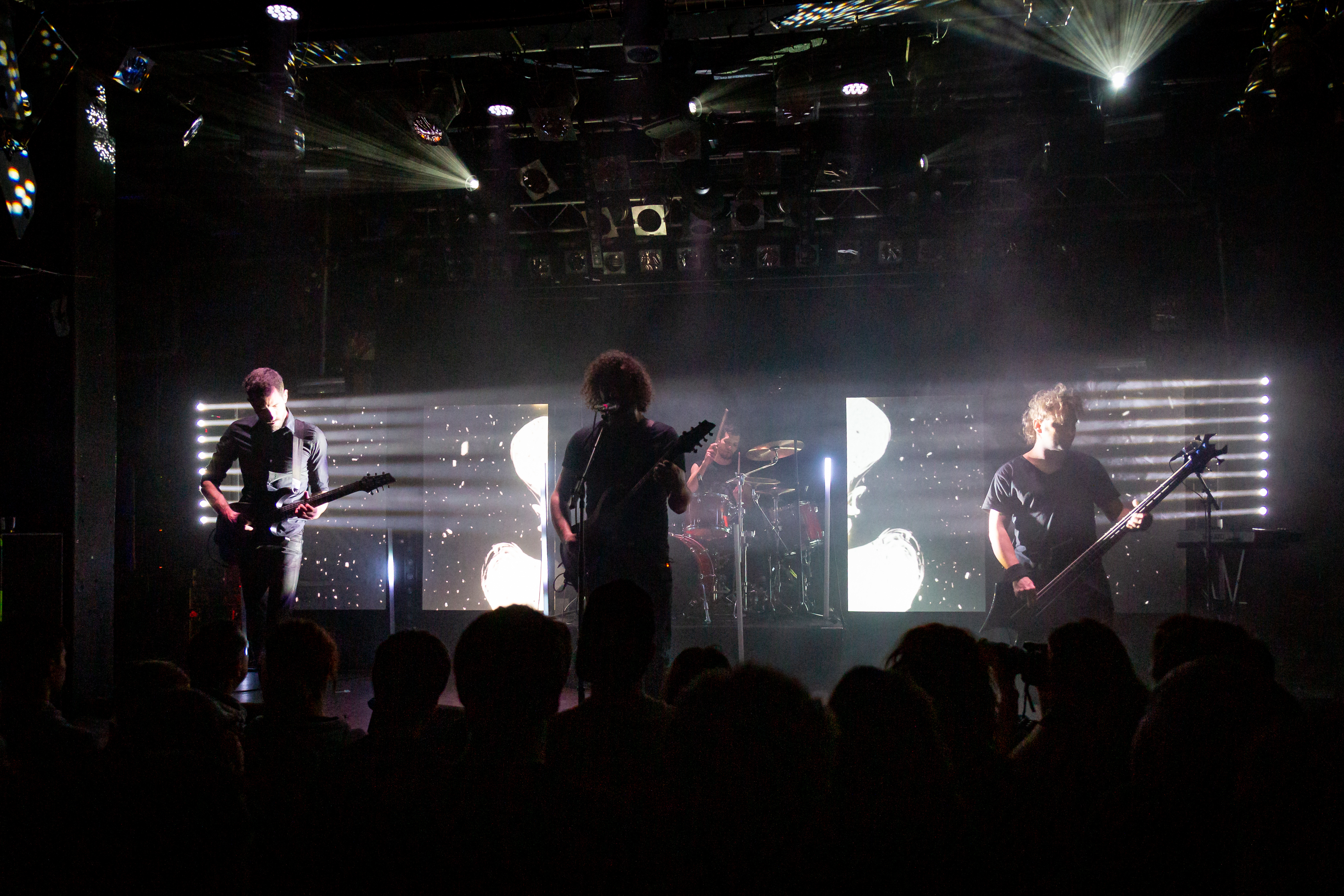
Il gruppo in concerto a Ginevra nel febbraio 2020

Nell'ottobre 2019 gli Hypno5e hanno fatto ritorno sulle scene musicali con il singolo A Distant Dark Source insieme al relativo video. Della durata di oltre 18 minuti, la pubblicazione ha rappresentato la prima anticipazione al quinto album A Distant (Dark) Source, seconda parte di un doppio concept album incentrato su una storia ambientata a Tauca, un antico lago paleolitico situato in Bolivia e scomparso oltre 15 000 anni fa, come spiegato da Jessua:
Il disco, uscito il 22 novembre dello stesso anno, presenta cinque brani (tre di essi suddivisi in tre parti distinte) e mantiene la struttura cinematografica e sperimentale tipica del gruppo, unendo voce death e pulita con parti narrate in francese a sonorità post-metal e groove metal (senza tralasciare riff di ispirazione extreme e progressive metal) che vengono incrociate ad altre più post-rock e indie rock (il conclusivo Tauca - Part II (Nowhere) figura inoltre un maggior impiego di pianoforte e strumenti ad arco); la critica specializzata ha inoltre evidenziato elementi ambient, black metal, folk e orchestrali che permeano in alcune sezioni dei brani.
Dopo alcuni primi concerti tenuti agli inizi del 2020 tra Europa e Messico, gli Hypno5e hanno dovuto interrompere la propria attività dal vivo a causa della pandemia di COVID-19. Durante la pausa hanno registrato un video per la traccia d'apertura On the Dry Lake, diffuso il 21 agosto dello stesso anno su Facebook come parte dell'evento Virtual Weekend tenuto dall'ArcTangent Festival. Poco tempo dopo hanno filmato un evento speciale trasmesso in live streaming il 27 febbraio 2021 in cui hanno proposto A Distant (Dark) Source nella sua interezza. L'esibizione è stata in seguito distribuita fisicamente nel dicembre 2021 sotto il titolo di A Distant Dark Source Experience.
Nel periodo compreso tra settembre e ottobre 2021 il gruppo ha ripreso a esibirsi dal vivo, aprendo i concerti dei Jinjer e degli Humanity's Last Breath durante la loro tappa europea. Il tour ha segnato il primo senza il batterista Théo Begue, che ha abbandonato dopo 8 anni di permanenza, venendo sostituito temporaneamente da Maxime Mangeant.

### Sheol(2022-presente)
Già nel settembre 2020 gli Hypno5e avevano rivelato di essere al lavoro sulle prime idee atte a comporre il prequel di A Distant (Dark) Source. Durante il 2022 sono stati annunciati Pierre Rettien alla batteria e Charles Villanueva al basso, quest'ultimo subentrato a Gredin, che ha deciso di lasciare gli Hypno5e dopo 17 anni per intraprendere un progetto solista.
Il 16 dicembre dello stesso anno è stato annunciato l'album Sheol, la cui uscità è avvenuta il 24 febbraio 2023, e presentato il singolo omonimo insieme al video di Sheol - Part II: Lands of Haze. Il 18 gennaio 2023 il quartetto ha reso disponibile il secondo singolo Lava from the Sky, anch'esso accompagnato da un video, a cui ha fatto seguito il brano conclusivo Slow Steams of Darkness, distribuito il 17 febbraio. L'album è stato promosso anche nel corso del 2024 attraverso una tournée europea in cui gli Hypno5e si sono esibiti in qualità di artisti d'apertura ai Persefone.

## Formazione
Attuale
- Emmanuel Jessua – voce, chitarra, tastiera (2004-presente)
- Jonathan Maurois – chitarra (2011-presente)
- Pierre Rettien – batteria (2022-presente)
- Charles Villanueva – basso (2022-presente)

Ex componenti
- Jeremy Lautier – chitarra (2005-2011)
- Thibault Lamy – batteria, percussioni, programmazione (2004-2013)
- Théo Begue – batteria (2013-2021)
- Cédric "Gredin" Pagés – basso, cori (2005-2022)

Turnisti
- Maxime Mangeant – batteria (2021)

## Discografia

### Album in studio
- 2007 – Des deux l'une est l'autre
- 2009 – A Backward Glance on a Travel Road (accreditati come A Backward Glance on a Travel Road)
- 2012 – Acid Mist Tomorrow
- 2016 – Shores of the Abstract Line
- 2019 – A Distant (Dark) Source
- 2023 – Sheol

### Album dal vivo
- 2021 – A Distant Dark Source Experience

### Colonne sonore
- 2018 – Alba - Les ombres errantes

### EP
- 2006 – Manuscrit côté MS408

### Singoli
- 2018 – Los heraldos negros
- 2018 – Who Wakes Up from This Dream Does Not Bear My Name
- 2019 – A Distant Dark Source
- 2019 – Tauca - Part II (Nowhere)
- 2022 – Sheol
- 2023 – Lava from the Sky
- 2023 – Slow Steams of Darkness